# 緑の党 (オーストリア)
緑の党－緑のオルタナティヴ（ドイツ語: Die Grünen - Die Grüne Alternative）は、オーストリアの環境保護政党。グローバルグリーンズ加盟政党で、欧州緑の党のメンバーでもある。
1986年に オーストリア・オルタナティヴ・リスト（ALÖ） と、より保守寄りの オーストリア緑の連合 （VGÖ）が合流し 緑のオルタナティブ として結成。この年の国民議会（下院）総選挙で初めて議席を獲得した。1993年に現在の党名になった。
2004年の時点で3000名の党員をかかえ、それ以外にも党の活動を支える多くのボランティアがいる。環境問題以外ではマイノリティの人権擁護、直接民主主義、非暴力、フェミニズム、自己決定権などを掲げる。
2008年の下院総選挙では定数183のうち、20議席を獲得した。また各州議会による間接選挙で選出される連邦議会（上院）には62議席中、3議席を有している。2009年欧州議会議員選挙では、オーストリアに割り当てられた17議席中、2議席を獲得した。ほかに各州議会や自治体選挙にも進出している。
2016年には無所属で出馬した前党首のアレクサンダー・ファン・デア・ベレン元国民議会議員が大統領に当選した。
しかし、2017年の下院総選挙では得票率4%を下回ったため全議席を失い、更に翌2018年の上院選挙でも議席を失った。
2019年の下院総選挙では26議席を獲得して第4党に躍進し、2020年1月1日、第1党の国民党と連立政権を組むことを発表。これが初の政権参加となる。